# Piłka wodna na Letnich Igrzyskach Olimpijskich 1984
Wyniki turnieju piłki wodnej na Letnich IO w Los Angeles:

## Końcowe zestawienie drużyn
- 1.  Jugosławia
- 2.  Stany Zjednoczone
- 3.  Niemcy
- 4.  Hiszpania
- 5.  Australia
- 6.  Holandia
- 7.  Włochy
- 8.  Grecja
- 9.  Chiny
- 10.  Kanada
- 11.  Japonia
- 12.  Brazylia

## Medaliści
| Lp. | Państwo           | Medal |
| --- | ----------------- | ----- |
| 1   | Jugosławia        |       |
| 2   | Stany Zjednoczone |       |
| 3   | Niemcy            |       |